# ミロバン・ラコビッチ
ミロバン・ラコビッチ（Milovan Raković、1985年2月19日 - ）は、セルビアのプロバスケットボール選手。ロシア男子プロバスケットボールリーグ1部スーパーリーグのスパルタク・サンクトペテルブルク所属。ユーゴスラビアセルビアUžice出身。ポジションはセンター。208cm、130kg。